# Амут-пі'ел II
Амут-пі'ел II (*д/н — бл. 1761 до н. е.) — цар держави Катна близько 1772—1761 роках до н. е.

## Життєпис
Син царя Ішхі-Адду. Посів трон близько 1772 року до н. е. Продовжив протистояння царству Ямхад. Уклав союз з Зімрі-Лімом, царем Марі. Втім за його панування вже починається занепад Катни. Відомо про перемовини царя Катни з царем Ямхаду в Угариті, але підсумки їх невідомі. 1764 року до н. е. відправив посланця з метою укласти політичний союз проти Ямхада, Марі і Вавилону, проте його перехопили маріотські загони. 1763—1762 років до н. е. зазнав поразок від Ямхаду і мусив визнати його зверхність.
Після поразки та знищення царства Марі військами Хаммурапі, царя Вавилона, Амут-пі'ел II спробував укласти союз з останнім з огляду на виникнення суперництва в регіоні між ямхадцями і вавилонянами, але зрештою мусив одноосібно протистояти Ямхаду. Ймовірно, ямхадське військо знову завдало нищівної поразки Катні. Наслідком став розпад або ще більше послаблення царства Амут-пі'ела II. Його спадкоємець Яхад-Абум також визнав зверхність Ямхаду. З цього часу Катна починає остаточно занепадати.